# Laurent Vallon
Pour les articles homonymes, voir Vallon (homonymie).
Laurent II Vallon est un maître maçon et un architecte exerçant en Provence et principalement à Aix-en-Provence, né à Aix-en-Provence le 10 mars 1652, et mort dans la même ville le 24 juillet 1724 . Il est l'auteur de nombreux édifices publics ou privés d'Aix.

## Biographie

### Laurent I Vallon
Laurent II est le fils de Laurent I Vallon, né à Mane vers 1610. Il arrive à Aix-en-Provence en 1627 et entre en apprentissage chez deux maîtres-maçons : Jacques et Jean Drusian. Il s'est marié le 26 septembre 1633 avec Catherine Jaubert, fille de Jean Jaubert, maître maçon d'Aix, dont il a deux fils : Jean Vallon, tailleur de pierre et architecte, et Laurent II Vallon, architecte de la ville d'Aix et de la Province. Il a d'abord été associé à son beau-père Jean Jaubert, puis à son beau-frère, Jean Jaubert, avec qui il réalise quantité de monuments dans la ville d'Aix, comme l'église de la Madeleine.
Il meurt à Aix-en-Provence le 8 mai 1697.

### Jean Vallon
Jean Vallon est le fils aîné de Laurent I Vallon. Il est né à Aix-en-Provence le 19 novembre 1645. Il s'est marié le 16 décembre 1664 avec Marguerite Laurent dont il a eu un fils, Laurent (1666-1742) qui a été tailleur de pierre.
Il a travaillé avec son père et avec son frère cadet.
Il est mort à Aix-en-Provence le 7 décembre 1723 .

### Laurent II Vallon
Il a travaillé avec son père dès 1670 et avec son frère aîné.